# Cabeza de Higía
La Cabeza de Higía es una escultura griega del segundo clasicismo o clasicismo tardío, que data de hacia el año 360 a. C. y que a menudo ha sido atribuida al famoso escultor Escopas. Forma parte de la colección de esculturas clásicas del Museo Arqueológico Nacional de Atenas, registrada con el número 3602. Mide 0,28 m de altura.

## Descripción
La cabeza fue encontrada en 1900 o 1901 durante las excavaciones arqueológicas francesas en el antiguo templo de Atenea Alea en Tegea (Arcadia). Probablemente representa a Higía, diosa de la salud. Se atribuye al famoso escultor y arquitecto Escopas, que fue arquitecto en Tegea durante la reconstrucción del templo de Atenea Alea, destruido por un incendio en 395 a. C.
La cabeza de Higía conserva todos sus rasgos casi intactos. Probablemente fue parte de una estatua que no se ha encontrado.
Los rasgos del rostro, muy regulares, expresan suavidad. El cuello delgado y la forma ovalada de la cara son características de las representaciones de deidades. La cabeza se gira ligeramente hacia la derecha. Los labios están entreabiertos. Los mechones de cabello rizado, meticulosamente trabajados, se recogen en una corona y un moño en la parte superior de la cabeza, despejando el cuello y las orejas.